# Šeher-Ćehajinův most
Šeher-ćehajinův most (bosensky Šeher-ćehajina ćuprija, zkráceně jen Šeherija) se nachází v centru bosenské metropole Sarajeva, blízko historické knihovny a domu Inat kuća. Most vede přes řeku Miljacku.
Kamenný most má čtyři oblouky a tři pilíře. Oblouky mají délku okolo 7,4 m, pilíře jsou široké 2,4-2,5 m a jsou vybaveny ledolamy. Samotný most je dlouhý 39,55 m.
Most je jedním ze třinácti, které byly vybudovány za vlády Osmanské říše na území dnešní Bosny. V Mostaru se nachází jediná písemná zmínka, která připomíná rok dokončení mostu, a to 994 AH (1585, resp. 1586). Podle tohoto dokumentu byl most vybudován ve jménu "Aliji, známého pod přídomkem Hafizadić". 
Most byl několikrát v dějinách poničen, a to během povodní v letech 1619, 1629 a 1843. Při poslední z povodní se řeka Miljacka vylila z břehů a zničila dva pilíře které nechal Mustafa-paša v minulosti opravit. Most byl rovněž poškozen v roce 1880. Most byl původně o jeden kamenný oblouk delší, nicméně v rámci regulace řeky Miljacky byl tento oblouk v roce 1897 zasypán. Stavba je chráněna jako kulturní památka od roku 1962. V letech 1999-2001 byla uskutečněna poslední obnova mostu, při které byl zakázán průjezd aut.